# Dwergkniptorren
De dwergkniptorren (Throscidae) zijn een familie van kevers (Coleoptera) in de onderorde van de Polyphaga.